# ARY Gold Cup 2000/01
Die ARY Gold Cup 2000/2001 war ein Drei-Nationen-Turnier das vom 8. bis zum 20. April 2001 in den Vereinigten Arabischen Emiraten im One-Day Cricket ausgetragen wurde. Bei dem zur internationalen Cricket-Saison 2000/01 gehörenden Turnier nahmen die Mannschaften aus Neuseeland, Pakistan und Sri Lanka teil. Im Finale konnte sich Sri Lanka mit 77 Runs gegen Pakistan durchsetzen.

## Vorgeschichte
Neuseeland und Pakistan spielten zuvor eine Tour gegeneinander in Neuseeland, wobei Neuseeland die ODI-Serie mit 3–2 gewann. Sri Lanka bestritt zuvor eine Tour gegen England. Ursprünglich war auch Indien als Teilnehmer vorgesehen, aber nachdem die indische Regierung eine Woche vor Beginn dem Verband verbot, Mannschaften an „irregulären“ Austragungsorten antreten zu lassen, wurde das Team zurückgezogen. Als Gründe für den Entscheid der Regierung wurden neben dem pakistanisch-indischen Konflikt der Wettbetrug-Skandal im Oktober 1999 an gleicher Stelle genannt.

## Format
In einer Vorrunde spielte jede Mannschaft gegen jede einmal. Für einen Sieg gab es zwei, für ein Unentschieden oder No Result 1 Punkt. Die beiden Gruppenersten qualifizierten sich für das Finale und spielten dort um den Turniersieg.

## Stadion
Der folgende Austragungsort wurde für das Turnier ausgewählt.
| Stadion                             | Stadt   | Kapazität | Spiele            |
| ----------------------------------- | ------- | --------- | ----------------- |
| Sharjah Cricket Association Stadium | Sharjah | 27.000    | Vorrunde & Finale |

## Kaderlisten
Neuseeland benannte seinen Kader am 31. März 2001.
Pakistan benannte seinen Kader am 4. April 2001.
| ODI | ODI | ODI |
| Neuseeland | Pakistan | Sri Lanka |
| --- | --- | --- |
| - Craig McMillan (K) - Andre Adams - Matthew Bell - Grant Bradburn - James Franklin - Chris Harris - Kyle Mills - Chris Nevin (wk) - Jacob Oram - Mathew Sinclair - Daryl Tuffey - Lou Vincent - Brooke Walker | - Waqar Younis (K) - Abdul Razzaq - Faisal Iqbal - Humayun Farhat (wk) - Imran Nazir - Inzamam-ul-Haq - Kashif Raza - Mohammad Sami - Saeed Anwar - Saqlain Mushtaq - Shahid Afridi - Shoaib Malik - Yasir Arafat - Younis Khan | - Sanath Jayasuriya (K) - Russel Arnold - Marvan Atapattu - Indika de Saram - Kumar Dharmasena - Tillakaratne Dilshan - Dilhara Fernando - Akalanka Ganegama - Mahela Jayawardene - Romesh Kaluwitharana (wk) - Muttiah Muralitharan - Thilan Samaraweera - Kumar Sangakkara (wk) - Chaminda Vaas - Nuwan Zoysa |

## Spiele

### Vorrunde
Tabelle
| Teams      | Sp. | S | N | U | R | NR | Punkte | NRR    |
| ---------- | --- | - | - | - | - | -- | ------ | ------ |
| Pakistan   | 4   | 4 | 0 | 0 | 0 | 0  | 8      | +1.166 |
| Sri Lanka  | 4   | 1 | 3 | 0 | 0 | 0  | 2      | −0.085 |
| Neuseeland | 4   | 1 | 3 | 0 | 0 | 0  | 2      | −0.989 |

Sieg: 2 Punkte; Remis: 1 Punkte
Spiele
| 8. April Scorecard | Sharjah | Pakistan 255-9 (50)          | – | Sri Lanka 239 (48.3) |
|                    |         | Pakistan gewinnt mit 16 Runs |   |                      |

| 10. April Scorecard | Sharjah | Sri Lanka 269-9 (50)           | – | Neuseeland 163 (42.1) |
|                     |         | Sri Lanka gewinnt mit 106 Runs |   |                       |

| 12. April Scorecard | Sharjah | Neuseeland 266-7 (50)          | – | Pakistan 270-2 (42.1) |
|                     |         | Pakistan gewinnt mit 8 Wickets |   |                       |

| 13. April Scorecard | Sharjah | Pakistan 278-9 (50)          | – | Sri Lanka 250-8 (50) |
|                     |         | Pakistan gewinnt mit 28 Runs |   |                      |

| 15. April Scorecard | Sharjah | Neuseeland 127 (31.3)          | – | Pakistan 131-3 (25.2) |
|                     |         | Pakistan gewinnt mit 7 Wickets |   |                       |

| 17. April Scorecard | Sharjah | Neuseeland 248-6 (50)          | – | Sri Lanka 169-8 (50) |
|                     |         | Neuseeland gewinnt mit 79 Runs |   |                      |

### Finale
| 20. April Scorecard | Sharjah | Sri Lanka 297-7 (50)          | – | Pakistan 220 (41.4) |
|                     |         | Sri Lanka gewinnt mit 77 Runs |   |                     |